# Schwarzbach (Schwallungen)
Schwarzbach ist ein Ortsteil von Schwallungen im Landkreis Schmalkalden-Meiningen in Thüringen.

## Lage
Schwarzbach befindet sich südwestlich von Schwallungen verbunden mit der Landesstraße 2523 durch das Tal der Schwarzbach am Ende eines Waldgebietes Zehnbuchen in Richtung Hümpfershausen. Das Dorf liegt zwischen Thüringer Wald und Beginn der Thüringer Rhön.

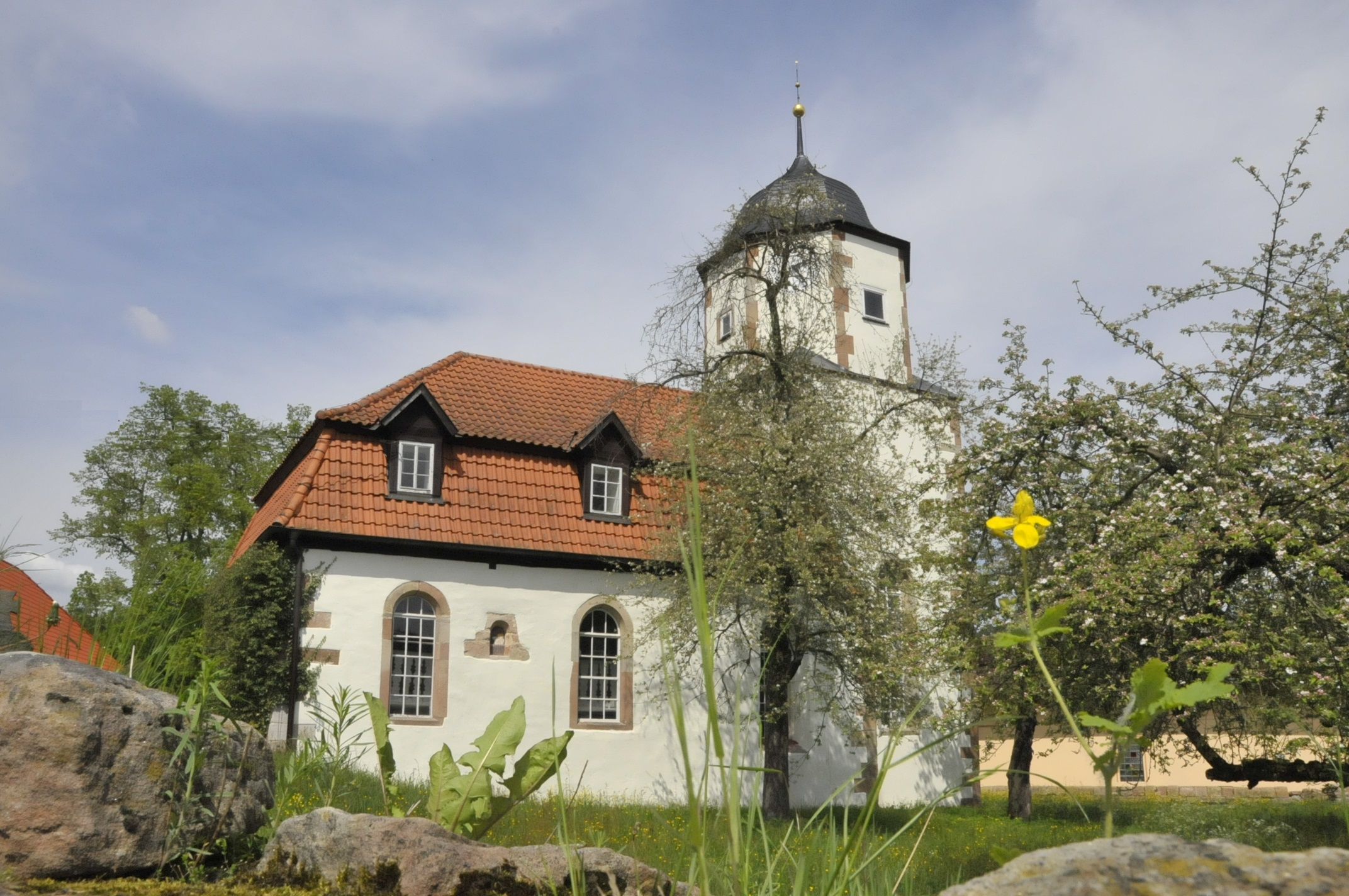
Barocke Dorfkirche

## Geschichte
Am 10. Mai 1183 wurde das Dorf erstmals urkundlich erwähnt. Es wurde ursprünglich von den Grafen von Henneberg in Ober- und Unterschwarzbach zerteilt. Von 1350 bis 1829 lag das Dorf im Amt Sand, welches ab 1680 zum Herzogtum Sachsen-Meiningen gehörte.
Im Zuge der Hexenverfolgung wurden im Jahre 1633 drei Personen in Hexenprozessen angeklagt: Hermann Köhler, seine Frau Petronella und Wilhelm Walter. Ihr Schicksal ist unbekannt.
Von 1829 bis 1869 gehörte der Ort zum Verwaltungsamt Wasungen, von 1869 bis 1872 zum Verwaltungsamt Meiningen und seitdem zum Landkreis Meiningen. Schwarzbach war und ist landwirtschaftlich geprägt. Am 25. Februar 1994 wurde Schwarzbach nach Schwallungen eingemeindet.